# Harlem Courthouse
 (mars 2025).
Harlem Courthouse (Palais de justice de Harlem), est situé au 170 East 121st Street, à l'angle de Sylvan Place – dans le quartier de Harlem à Manhattan, à New York. Il a été construit en 1891-93 en style néo-roman. Le bâtiment en brique, pierre brune, granit et terre cuite présente des pignons, des arcades, une tour d'angle octogonale et une horloge à deux faces. Il a été construit à l'origine pour la police et les tribunaux de district, mais est désormais utilisé par d'autres agences de la ville.

## Histoire
En 1936, lors du New Deal, l'artiste du Federal Art Project, David Karfunkle, a peint une fresque intitulée « Exploitation du travail et thésaurisation des richesses » au troisième étage,,.
Le gouvernement de la ville a utilisé le bâtiment comme laboratoire pour mesurer la pollution de l'air. Lors du smog de New York en 1966, c'était la seule station de la ville à mesurer l'air.
Le bâtiment a été désigné monument historique de la ville de New York en 1967 et a été ajouté au Registre national des lieux historiques en 1980.